# Glóssa (Skópelos)
Glóssa, en grec moderne : Γλώσσα, est un village de l'île de Skópelos, en mer Égée, Grèce.
Selon le recensement de 2011, la population de la localité compte 993 habitants.